# Parco naturale Beverin
Il Parco naturale Beverin è un'area protetta della Svizzera, nel Cantone dei Grigioni, istituita nel 2013 e classificata come parco naturale regionale. Confina con il Parco Ela. Animale simbolo del parco è lo stambecco delle Alpi.

## Geografia
Il parco si estende su una superficie di 51511,3 ettari nelle Alpi Lepontine interessando il territorio di nove comuni: Andeer, Ferrera, Muntogna da Schons, Rheinwald, Rongellen, Sufers, Tschappina e Zillis-Reischen nella regione Viamala e Safiental nella regione Surselva.
Le cime più elevate dell'area protetta sono il Piz Beverin (che dà il nome al parco), che raggiunge i 2997 m s.l.m. nell'area centro-settentrionale del parco, il Piz Por, che si eleva fino a 3028 m s.l.m. nell'area più meridionale presso il confine con l'Italia, e il Piz Grisch, che a sud-est arriva a 3060 m s.l.m.
Sono presenti diversi laghi di origine glaciale, oltreché il lago di Sufers, un bacino artificiale alimentato dal fiume Reno Posteriore. Nell'area più meridionale del parco è presente il ghiacciaio Surettagletscher, al confine con l'Italia.
Nel parco si trovano tre importanti gole, monumenti naturali che sono anche le principali vie di accesso alle quattro valli dell'area protetta. A nord si trova la gola della Viamala e a sud, tra Andeer e Splügen, le gole della Roffla, che formano una cascata; entrambe le gole solo scavate dal Reno Posteriore. La Ruinaulta, invece, si trova nella punta più settentrionale del parco ed è il frutto di una grande frana caduta circa 10 000 anni fa sul Reno Anteriore.

## Infrastrutture
Il parco è attraversato dall'Autostrada A13, dalla galleria del San Bernardino, a sud-ovest, fino alla galleria Crapteig, a nord-est, per una lunghezza totale di circa 39 km lungo il Reno Posteriore.
Lungo il confine settentrionale dell'area protetta, seguendo il percorso del fiume Reno Anteriore, corre la Ferrovia Retica sulla quale transita anche il caratteristico Glacier Express. All'interno del parco sono presenti due stazioni ferroviarie: la stazione di Valendas-Sagogn e la stazione di Versam-Safien.
Sul confine meridionale del parco si trova uno dei più importanti valichi alpini, il passo dello Spluga, a 2115 m s.l.m.